# 퍼즐 보블
《퍼즐 보블》은 타이토에서 1994년에 선보인 퍼즐 게임 시리즈로, 《버블보블》의 파생 작품이다. 아케이드, 콘솔 플랫폼을 대상으로 출시되었다.

## 연혁
- 1994년 - 퍼즐 보블
- 1995년 - 퍼즐 보블 2
- 1996년 - 퍼즐 보블 3
- 1997년 - 퍼즐 보블 4
- 1999년 - 슈퍼 퍼즐 보블
- 2002년 - 슈퍼 퍼즐 보블 2
- 2005년 - 울트라 퍼즐 보블
- 2011년 - 퍼즐 보블 3D
- 2013년 - 퍼즐 보블 저니
- 2023년 - 퍼즐 보블 에브리버블!

### 내용주
1. ↑  흔히 ‘퍼즐 버블’이라고 표기하는 경우가 있으나, 이는 잘못된 표기이다.